# مارلن مورو

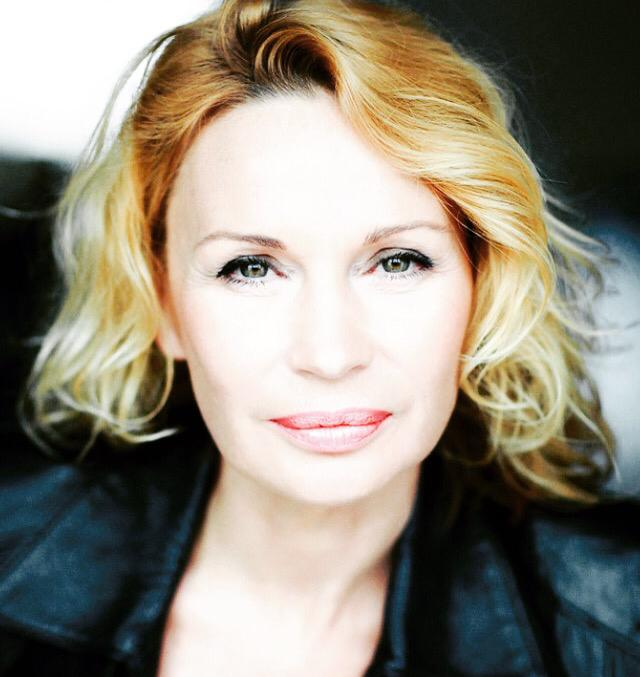

مارلن مورو معروف به مارلن، متولد در19 در نویی-سور-سن، یک مجری تلویزیونی فرانسوی و اسپانیایی است. والدین او این نام را انتخاب کردند زیرا پدرش به عنوان راننده مارلن دیتریش را همراهی می‌کرد.او مادر بازیگر و مدل اسپانیایی کراش گابریل گوارا است.